# Poggio San Vicino
Poggio San Vicino är en ort och kommun i provinsen Macerata i regionen Marche i Italien. Kommunen hade 241 invånare (2018).